# BTLA

BTLA, или B- и T-лимфоцитарный аттенюатор, (англ. B- and T-lymphocyte attenuator) — мембранный белок, лимфоцитарный ингибирующий рецептор, участвует в регуляции лимфоцитов во время иммунного ответа. Продукт гена человека BTLA.

## Функции
Экспрессия BTLA индуцируется при активации T-лимфоцитов и остаётся на клетках Th1, но не Th2. Подобно белкам PD1 и CTLA4, BTLA взаимодействует с B7-гомологом B7H4, однако, в отличие от двух первых BTLA ингибирует T-клетки посредством взаимодействия с рецептором надсемейства рецептора факторов некроза опухоли TNFRSF14 (HVEM). Комплекс BTLA-HVEM является отрицательным регулятором T-клеточного иммунного ответа.

## Структура
Белок состоит из 289 аминокислот. Содержит сигнальный пептид, 2 потенциальных участка N-гликозилирования, иммуноглобулиновый домен (Ig) вариабельного типа, участок взаимодействия с цитозольным белком GRB2 и 2 ингибиторных мотива ITIM.

## Клиническое значение
Активация белка BTLA приводит к ингибированию функционирования CD8+ онкоспецифичных T-клеток у человека.